# Мали Будиковац
Мали Будиковац је мало ненасељено острво у хрватском делу Јадранског мора, у акваторији града Виса.
Налази се између острва Равник и Велики Будиковац. Површина острва износи 0,026 км². Дужина обалске линије је 0,62 км..